# Stiklestads prosteri

Prosterier i Nidaros stift. Det lila området på kartan är Stiklestads prosteri.

Stiklestads prosteri (norska: Stiklestad prosti) är ett kontrakt (prosteri, norska: prosti) i Nidaros stift inom Norska kyrkan. Kontraktet omfattar kommunerna Frosta, Inderøy, Levanger, Snåsa, Steinkjer och Verdal i Trøndelag fylke i mellersta Norge.

## Socknar
Stiklestads prosteri består av 26 socknar (norska: sokn eller sogn) inom fyra kyrkliga samfälligheter (norska: kirkelige fellesråd), som är baserade på kommunindelningen:

### Inderøy kyrkliga samfällighet
- Inderøy socken
- Mosviks socken
- Røra socken
- Sandvollans socken

### Snåsa kyrkliga samfällighet
- Snåsa socken

### Steinkjers kyrkliga samfällighet
- Beitstads socken
- Egge socken
- Føllings socken
- Hennings socken
- Kvams socken
- Mære socken
- Ogndals socken
- Steinkjers socken
- Stods socken
- Verrans socken

### Sør-Innherads kyrkliga samfällighet

#### Frosta kommun
- Frosta socken

#### Levangers kommun
- Alstadhaugs socken
- Ekne socken
- Levangers socken
- Markabygds socken
- Okkenhaugs socken
- Ytterøy socken
- Åsens socken

#### Verdals kommun
- Stiklestads socken
- Vera og Vuku socken
- Vinne socken